# 70-та паралель північної широти
70-та паралель північної широти — лінія широти, що лежить на 70 градусів північніше земної екваторіальної площини, за Північним полярним колом, в Арктиці. Вона проходить через Атлантичний океан, Європу, Азію, Північну Америку та Північний Льодовитий океан.

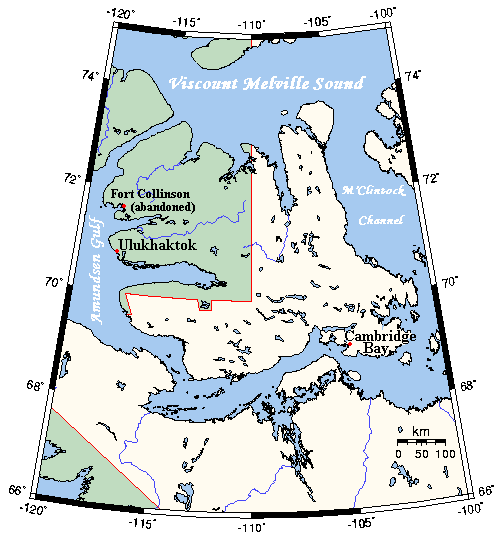
На острові Вікторія (Канада) через 70-ту паралель північної широти проходить частина кордону між Північно-Західними територіями (зеленим) та Нунавутом (білим)

В Канаді через 70-ту паралель північної широти проходить частина кордону між Північно-Західними територіями та Нунавутом.
На цій широті під час літнього сонцестояння сонце видно 24 години (полярний день), а під час зимового сонцестояння протягом доби тривають цивільні сутінки. 21 червня максимальна висота Сонця становить 43,44°, а 21 грудня — -3,44°.

## Список географічних об'єктів, що перетинає 70° пн. ш.
Починаючи з Гринвіцького меридіану та рухаючись на схід, 70-та паралель північної широти проходить через:
| Координати                                                   | Країна, територія або море | Примітки |
| ------------------------------------------------------------ | -------------------------- | --- |
| 70°0′ пн. ш. 0°0′ сх. д. / 70.000° пн. ш. 0.000° сх. д.      | Атлантичний океан          | Норвезьке море |
| 70°0′ пн. ш. 18°40′ сх. д. / 70.000° пн. ш. 18.667° сх. д.   | Норвегія                   | Тромс — проходить через острови Реббенесьойа[en], Рінгвассьойа[en], Рейньойа[en], Карлсьойа[en] та Коген[en], материк, острів Скорпа[en] і материк Фіннмарк                                                                     |
| 70°0′ пн. ш. 27°22′ сх. д. / 70.000° пн. ш. 27.367° сх. д.   | Фінляндія                  | Проходить південніше Нуоргама — найпівнічнішої точки Фінляндії |
| 70°0′ пн. ш. 28°2′ сх. д. / 70.000° пн. ш. 28.033° сх. д.    | Норвегія                   | Фіннмарк |
| 70°0′ пн. ш. 29°30′ сх. д. / 70.000° пн. ш. 29.500° сх. д.   | Баренцове море             | |
| 70°0′ пн. ш. 58°44′ сх. д. / 70.000° пн. ш. 58.733° сх. д.   | Росія                      | Проходить через острів Вайгач |
| 70°0′ пн. ш. 60°12′ сх. д. / 70.000° пн. ш. 60.200° сх. д.   | Карське море               | |
| 70°0′ пн. ш. 66°56′ сх. д. / 70.000° пн. ш. 66.933° сх. д.   | Росія                      | Проходить через півострів Ямал |
| 70°0′ пн. ш. 72°30′ сх. д. / 70.000° пн. ш. 72.500° сх. д.   | Карське море               | Обська губа |
| 70°0′ пн. ш. 73°45′ сх. д. / 70.000° пн. ш. 73.750° сх. д.   | Росія                      | |
| 70°0′ пн. ш. 159°53′ сх. д. / 70.000° пн. ш. 159.883° сх. д. | Східносибірське море       | |
| 70°0′ пн. ш. 168°13′ сх. д. / 70.000° пн. ш. 168.217° сх. д. | Росія                      | Проходить через острів Айон |
| 70°0′ пн. ш. 168°31′ сх. д. / 70.000° пн. ш. 168.517° сх. д. | Східносибірське море       | |
| 70°0′ пн. ш. 170°35′ сх. д. / 70.000° пн. ш. 170.583° сх. д. | Росія                      | |
| 70°0′ пн. ш. 171°48′ сх. д. / 70.000° пн. ш. 171.800° сх. д. | Східносибірське море       | |
| 70°0′ пн. ш. 177°56′ сх. д. / 70.000° пн. ш. 177.933° сх. д. | Чукотське море             | |
| 70°0′ пн. ш. 162°27′ зх. д. / 70.000° пн. ш. 162.450° зх. д. | США                        | Аляска |
| 70°0′ пн. ш. 142°34′ зх. д. / 70.000° пн. ш. 142.567° зх. д. | Море Бофорта               | |
| 70°0′ пн. ш. 131°2′ зх. д. / 70.000° пн. ш. 131.033° зх. д.  | Канада                     | Північно-Західні території — проходить через півострів Туктояктук |
| 70°0′ пн. ш. 129°30′ зх. д. / 70.000° пн. ш. 129.500° зх. д. | Море Бофорта               | |
| 70°0′ пн. ш. 128°18′ зх. д. / 70.000° пн. ш. 128.300° зх. д. | Канада                     | Північно-Західні території — проходить через півострів Батерст[en] |
| 70°0′ пн. ш. 126°54′ зх. д. / 70.000° пн. ш. 126.900° зх. д. | Затока Амундсена           | |
| 70°0′ пн. ш. 125°12′ зх. д. / 70.000° пн. ш. 125.200° зх. д. | Канада                     | Північно-Західні території — проходить через півострів Паррі[en] |
| 70°0′ пн. ш. 124°30′ зх. д. / 70.000° пн. ш. 124.500° зх. д. | Затока Амундсена           | |
| 70°0′ пн. ш. 117°22′ зх. д. / 70.000° пн. ш. 117.367° зх. д. | Канада                     | Проходить через острів Вікторія Північно-Західні території Становить кордон між Північно-Західними територіями та Нунавутом Північно-Західні території Становить кордон між Північно-Західними територіями та Нунавутом Нунавут |
| 70°0′ пн. ш. 100°48′ зх. д. / 70.000° пн. ш. 100.800° зх. д. | Протока Вікторія           | |
| 70°0′ пн. ш. 98°50′ зх. д. / 70.000° пн. ш. 98.833° зх. д.   | Протока Ларсен[en]         | Проходить північніше острова Кінг-Вільям, Нунавут, Канада |
| 70°0′ пн. ш. 97°35′ зх. д. / 70.000° пн. ш. 97.583° зх. д.   | Протока Джеймса Росса[en]  | Проходить північніше островів Кларенс[en], Нунавут, Канада |
| 70°0′ пн. ш. 96°17′ зх. д. / 70.000° пн. ш. 96.283° зх. д.   | Канада                     | Нунавут — проходить через півостров Бутія |
| 70°0′ пн. ш. 92°1′ зх. д. / 70.000° пн. ш. 92.017° зх. д.    | Затока Бутія               | |
| 70°0′ пн. ш. 86°54′ зх. д. / 70.000° пн. ш. 86.900° зх. д.   | Канада                     | Нунавут — проходить через острів кронпринца Фредеріка[en] |
| 70°0′ пн. ш. 86°27′ зх. д. / 70.000° пн. ш. 86.450° зх. д.   | Протока Ф'юрі-енд-Хекла    | |
| 70°0′ пн. ш. 84°20′ зх. д. / 70.000° пн. ш. 84.333° зх. д.   | Канада                     | Нунавут — проходить через Баффінову Землю |
| 70°0′ пн. ш. 81°9′ зх. д. / 70.000° пн. ш. 81.150° зх. д.    | Затока Тасіуюяак[en]       | |
| 70°0′ пн. ш. 80°19′ зх. д. / 70.000° пн. ш. 80.317° зх. д.   | Канада                     | Нунавут — проходить через Баффінову Землю |
| 70°0′ пн. ш. 78°39′ зх. д. / 70.000° пн. ш. 78.650° зх. д.   | Затока Стінсбі[en]         | |
| 70°0′ пн. ш. 77°41′ зх. д. / 70.000° пн. ш. 77.683° зх. д.   | Канада                     | Нунавут — проходить через Баффінову Землю |
| 70°0′ пн. ш. 67°20′ зх. д. / 70.000° пн. ш. 67.333° зх. д.   | Море Баффіна               | Становить північний край Дейвісової протоки |
| 70°0′ пн. ш. 53°39′ зх. д. / 70.000° пн. ш. 53.650° зх. д.   | Гренландія                 | Проходить через острів Діско |
| 70°0′ пн. ш. 52°30′ зх. д. / 70.000° пн. ш. 52.500° зх. д.   | Протока Суллорсуак         | |
| 70°0′ пн. ш. 51°28′ зх. д. / 70.000° пн. ш. 51.467° зх. д.   | Гренландія                 | Проходить через півострів Нууссуак |
| 70°0′ пн. ш. 50°37′ зх. д. / 70.000° пн. ш. 50.617° зх. д.   | Фіорд Торсукттак[en]       | |
| 70°0′ пн. ш. 50°10′ зх. д. / 70.000° пн. ш. 50.167° зх. д.   | Гренландія                 | Проходить через льодовик Якобсгавн |
| 70°0′ пн. ш. 27°20′ зх. д. / 70.000° пн. ш. 27.333° зх. д.   | Гаасефьорд[en]             | |
| 70°0′ пн. ш. 25°15′ зх. д. / 70.000° пн. ш. 25.250° зх. д.   | Гренландія                 | Проходить через льодовик Гейкі |
| 70°0′ пн. ш. 22°18′ зх. д. / 70.000° пн. ш. 22.300° зх. д.   | Атлантичний океан          | Гренландське море Норвезьке море |